# لويس دي سوزا
لويس دي سوزا (بالبرتغالية: Frei Luís de Sousa‏) هو مؤرخ وكاتب برتغالي، ولد في 1555 في شنترين في البرتغال، وتوفي في 5 مايو 1632 في Benfica, Lisbon ‏ في البرتغال.

## وصلات خارجية
- لويس دي سوزا على موقع الموسوعة البريطانية (الإنجليزية)